# 13248 Fornasier
13248 Fornasier è un asteroide della fascia principale. Scoperto nel 1998, presenta un'orbita caratterizzata da un semiasse maggiore pari a 2,7704075 au e da un'eccentricità di 0,2169674, inclinata di 3,11181° rispetto all'eclittica.
L'asteroide è dedicato all'astronoma italiana Sonia Fornasier.